# Béla Wenckheim

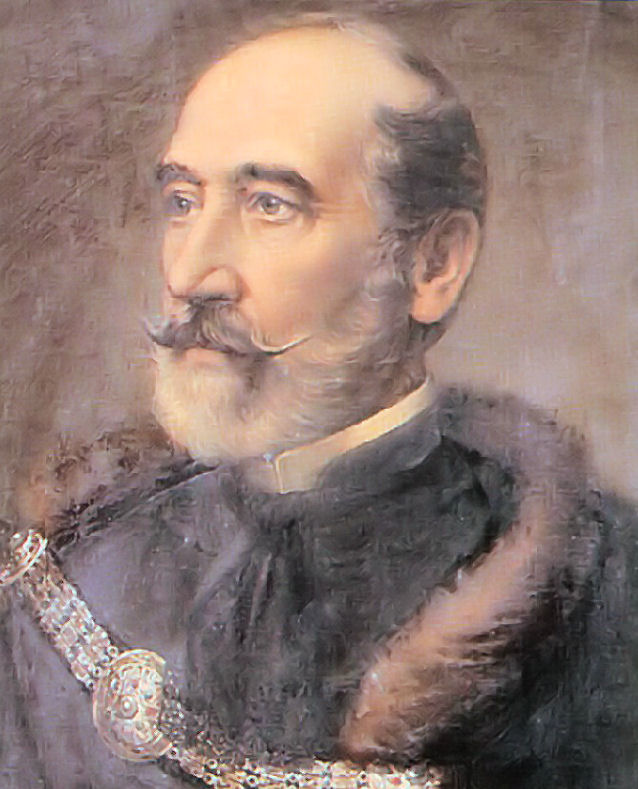
Béla Wenckheim

Béla Ferenc Xavér Baron Wenckheim (* 16. Februar 1811 in Pest; † 7. Juli 1879 in Budapest) war ein ungarischer Politiker und von 2. März bis 20. Oktober 1875 Ministerpräsident des Königreichs Ungarn.

## Herkunft
Wenckheim stammte aus dem ungarischen Zweig der fränkischen Adelsfamilie Wenckheim. Seine Eltern waren der Feldmarschall-Lieutenant Joseph von Wenckheim (* 22. November 1778; † 1. März 1830) und dessen zweiter Ehefrau Therese von Orczy (* 4. Dezember 1790).

## Leben
Er wurde 1839 Landtagsabgeordneter, 1848 Obergespan und Obersthofmeister des Palatins Erzherzog Stephan. Wegen seiner Beteiligung an der Revolution von 1848/49 musste er das Land verlassen und konnte erst nach der Amnestie 1860 zurückkehren.
Er schloss sich der Partei von Ferenc Deák an. Nach einigen lokalen Ämtern wurde er nach dem Ausgleich mit Österreich 1867 Innenminister in der Regierung Gyula Andrássy. In seiner kurzen Amtszeit als Übergangspremier wandte er sich gegen den wachsenden Antisemitismus, der sich vor allem gegen die einwandernden galizischen Juden richtete.
Unter seinem Nachfolger Kálmán Tisza hatte er wieder das Amt des Innenministers inne. Mehrmals wurde er zum Minister a latere bzw. ungarischer Minister am königlichen Hoflager, der die ständige engste Verbindung zwischen dem Wiener Hofe und den Ministerien in Budapest sicherzustellen hatte, ernannt. Er starb 1879 im Amt, nachdem er zwölf Jahre lang ununterbrochen sechs aufeinanderfolgenden Regierungen angehört hatte.
Der Bildhauer János Fadrusz errichtete ihm zu Gedenken 1901 eine Reiterstatue aus Bronze in Kisbér.